# Мирный (Курская область)
Мирный — посёлок в Суджанском районе Курской области России. Входит в состав сельского поселения Замостянский сельсовет.

## История
В 1966 г. указом президиума ВС РСФСР поселок черепичного завода переименован в Мирный.
C 8 августа 2024 года в ходе боёв в Курской области, посёлок находится под оккупацией ВСУ.
С 11 марта 2025 года вновь под контролем России.

## География
Посёлок находится в 13 км от российско-украинской границы, в 84 км к юго-западу от Курска, в 4,5 км к востоку от районного центра — города Суджа, в 3 км от центра сельсовета  — Замостье.
Климат
Мирный, как и весь район, расположен в поясе умеренно континентального климата с тёплым летом и относительно тёплой зимой (Dfb в классификации Кёппена).

## Население
| 2002 | 2010 |
| ---- | ---- |
| 332  | ↘305 |

## Инфраструктура
Личное подсобное хозяйство. В посёлке 38 домов.

## Транспорт
Мирный находится в 2 км от автодороги регионального значения 38К-004 (Дьяконово — Суджа — граница с Украиной), в 0,5 км от автодороги 38К-028 (Обоянь — Суджа), в 3,5 км от автодороги межмуниципального значения 38Н-515 (38К-028 — Махновка — Плёхово — Уланок), на автодороге 38Н-614 (Суджа — Пушкарное с подъездом в п. Мирный), в 1 км от ближайшей ж/д станции Суджа (линия Льгов I — Подкосылев).
В 109 км от аэропорта имени В. Г. Шухова (недалеко от Белгорода).